# Jiran
Jiran é uma cidade e uma nagar panchayat no distrito de Neemuch, no estado indiano de Madhya Pradesh.

## Geografia
Jiran está localizada a 24° 19′ N, 74° 53′ L. Tem uma altitude média de 473 metros (1551 pés).

## Demografia
Segundo o censo de 2001, Jiran tinha uma população de 10 519 habitantes. Os indivíduos do sexo masculino constituem 50% da população e os do sexo feminino 50%. Jiran tem uma taxa de literacia de 62%, superior à média nacional de 59,5%: a literacia no sexo masculino é de 77% e no sexo feminino é de 46%. Em Jiran, 14% da população está abaixo dos 6 anos de idade.